# Udvikling - kirkernes hjælpearbejde i 60 år
|  | Denne artikel er oprettet af botten PalnaBot ud fra en ekstern database. Den kan derfor have sproglige fejl eller mangler. Denne skabelon kan fjernes efter kontrol af indholdet. |

Udvikling - kirkernes hjælpearbejde i 60 år er en film instrueret af Kristian Paludan.

## Handling
Filmen er lavet i anledning af Folkekirkens Nødhjælps jubilæum. Den giver et historisk overblik over kirkeligt hjælpearbejde fra starten med Den Internationale Missionsbevægelse og frem til 1982. Historien gentager sig katastrofe efter katastrofe. Verdenskrigenes indflydelse på udvikling af internationalt hjælpearbejde og præsentation af de største hjælpeaktioner: Den palestinesiske konflikt, Indien efter Pakistans oprettelse, Vietnamkrigen, Koreakrigen, flygtninge i Hong Kong, Ungarnshjælpen, det postkoloniale Afrika - Congo, Angola, Burundi, Tanzania, Guinnea Bissau og Mauretanien. Fokusskfitet fra nødhjælp til udviklingsbistand, uddannelse og landbrug på landenes egen præmisser med eksempler fra Bangladesh, Indien, Mauretanien, Guinea Bissau og Bolivia.